# Vereinigung Alter Burschenschafter
Eine Vereinigung Alter Burschenschafter (VAB) ist ein Zusammenschluss von nicht mehr studierenden Mitgliedern („Alten Herren“) von Burschenschaften an ihrem jeweiligen Wohnort. Ihre vorrangige Aufgabe ist die Pflege der Gemeinschaft und der Werte der burschenschaftlichen Bewegung von 1815. Dazu werden regelmäßig Treffen, Vorträge und Ausflüge organisiert. 
VAB gibt es in vielen Städten Deutschlands und Österreichs sowie in Pretoria (Südafrika). Repräsentant aller Vereinigungen Alter Burschenschafter ist der Verband der Vereinigungen Alter Burschenschafter (VVAB) beziehungsweise sein Vorort.
Alle VAB treffen sich zu einer gemeinsamen Tagung, die gleichzeitig mit dem Burschentag in Eisenach stattfindet. 
Die meisten Mitglieder der VAB sind Mitglied einer Burschenschaft, die in einem der burschenschaftlichen Korporationsverbände Deutsche Burschenschaft (DB), Allgemeine Deutsche Burschenschaft (ADB) oder Neue Deutsche Burschenschaft (NeueDB) organisiert ist. Nur eine Minderheit der Alten Herren der verschiedenen Burschenschaften ist Mitglied in einer VAB.